# زین‌العابدین مراغه‌ای
زین‌العابدین مراغه‌ای (۱۲۵۳ تا ۱۲۵۵ق – ۲۳ ربیع‌الثانی ۱۳۲۸ق / ۱۸۳۹–۱۹۱۰م) بازرگان، نویسنده، مصلح اجتماعی و از نخستین رمان‌نویسان فارسی در اواخر دورهٔ قاجار بود. او که از خانواده‌ای کرد و نوشیعه‌شده برخاسته بود، سال‌ها در قفقاز، کریمه و یالتا به تجارت مشغول بود و در استانبول در محافل روشنفکری ایرانیان مقیم عثمانی فعال شد. مراغه‌ای با انتشار رمان سه‌جلدی سیاحت‌نامهٔ ابراهیم‌بیک جایگاهی برجسته در تاریخ نثر انتقادی و رمان اجتماعی ایران یافت و این اثر او از مهم‌ترین نوشته‌های تأثیرگذار بر نهضت مشروطه محسوب می‌شود.

## زندگی‌نامه
زین‌العابدین بن مشهدی علی بن حاجی رسول مراغه‌ای در حدود سال‌های ۱۲۵۳ تا ۱۲۵۵ق در خانواده‌ای کردتبار در مراغه زاده شد. خانواده‌اش که از مذهب شافعی به تشیع گرویده بودند، به تجارت در مراغه پرداختند و به‌سبب ثروت بسیار، در میان مردم به «روچیلد مراغه» شهرت یافتند. او پس از تحصیل مقدماتی در مکتب‌خانهٔ مراغه، از شانزده‌سالگی به تجارت خانوادگی پیوست و در بیست‌سالگی برای تجارت به اردبیل رفت، اما سرمایه‌اش را از دست داد و ناگزیر همراه برادرش به قفقاز مهاجرت کرد. مراغه‌ای در کوتائیسی اقامت گزید و سپس به تفلیس رفت و مدتی نایب‌کُنسول ایران در این شهر شد. او در پی بخشش‌های بسیار به مهاجران ایرانی، سرمایه‌اش را از دست داد و به کریمه و سپس یالتا رفت و با واردات کالا از استانبول به تجارت مشغول شد. رونق کار او موجب شد که میان درباریان روس و خاندان سلطنتی به «تاجر درستکار ایرانی» معروف شود و حتی با دربار الکساندر دوم ارتباط یابد.
در پی اقامت طولانی در روسیه، او تابعیت روسی گرفت؛ اما در حدود ۱۳۲۱ق، با کمک علاءالملک و ارفع‌الدوله و حمایت محافل ایرانی و عثمانی، دوباره تابعیت ایرانی خود را بازگرداند و خانواده‌اش را به استانبول منتقل کرد. مراغه‌ای در استانبول به فعالیت‌های فرهنگی و سیاسی ایرانیان مهاجر پیوست و تا پایان عمر در همین شهر زیست. او سرانجام در ربیع‌الثانی ۱۳۲۸ق در ۷۳سالگی درگذشت.

## آثار و اندیشه‌ها
مهم‌ترین اثر مراغه‌ای رمان سه‌جلدی سیاحت‌نامه ابراهیم‌بیک است که جلد نخست آن بی‌ذکر نام نویسنده در حدود ۱۳۱۲ق / ۱۸۹۶م در قاهره چاپ شد و دو جلد دیگر تا ۱۳۲۷ق در کلکته، لاهور و یک‌بار در تهران منتشر شدند. این رمان در قالب سفرنامه‌ای انتقادی، خاطرات جوانی ایرانی‌الاصل و میهن‌دوست به نام ابراهیم‌بیک را روایت می‌کند که از مصر به ایران سفر می‌کند و با فساد حکام، خرابی راه‌ها، فقر مردم و زوال اجتماعی ایران مواجه می‌شود. جلد سوم اثر با روایتی رؤیاگونه پایان می‌یابد که در آن ابراهیم‌بیک و یوسف‌عمو دربارهٔ مسائل ایران گفت‌وگو می‌کنند.
مراغه‌ای در مقالاتی که در مطبوعات فارسی‌زبان خارج از کشور مانند اختر، شمس و حبل‌المتین می‌نوشت، اندیشه‌های اصلاح‌طلبانه و انتقادهای اجتماعی ـ سیاسی خود را بیان می‌کرد.

## سبک و تأثیرگذاری
مراغه‌ای از نخستین نویسندگانی بود که نثر خود را به زبان ساده و محاوره‌ای نزدیک کرد و از به‌کارگیری نثر مسجع و دشوار پرهیز نمود. سبک ساده و بی‌پیرایهٔ او در سیاحت‌نامه، که آکنده از تعابیر و اصطلاحات مردم کوچه و بازار است، از نقاط عطف تحول نثر فارسی در دورهٔ قاجار به‌شمار می‌رود. این اثر را برخی نخستین رمان اجتماعی به سبک اروپایی در زبان فارسی دانسته‌اند و تأثیر آن بر نویسندگان بعدی چون دهخدا و محمدعلی جمال‌زاده برجسته است. سیاحت‌نامه به‌ویژه در محافل مشروطه‌طلبان با استقبال گسترده روبه‌رو شد و در آگاهی‌بخشی و شکل‌گیری فضای فکری نهضت مشروطه نقش فرهنگی مهمی داشت.